# História do futebol do Brasil

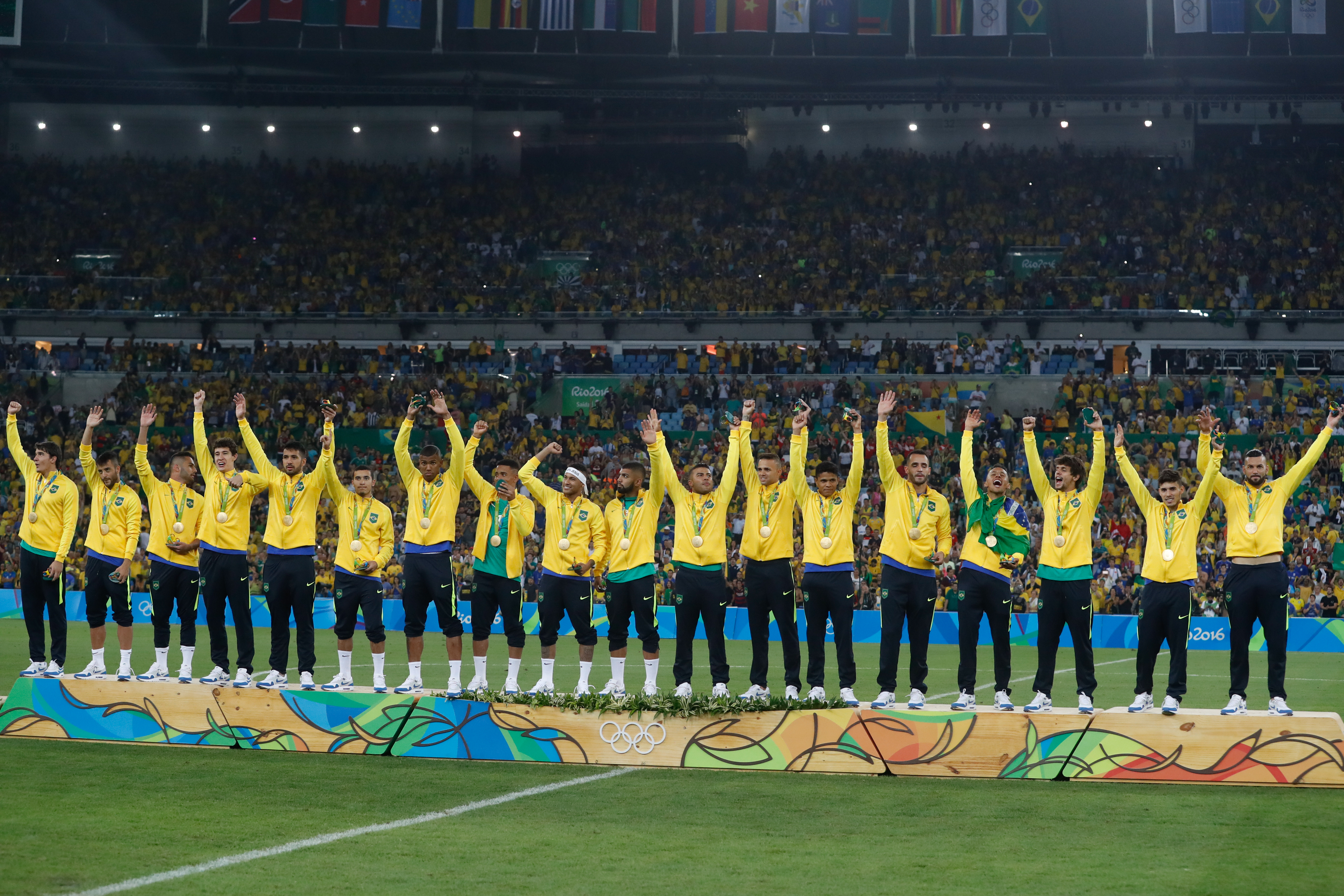
Brasil conquista primeiro ouro olímpico nos pênaltis

A "história do futebol no Brasil" começou em 1895, pelas mãos dos ingleses, assim como na maioria dos outros países. Os primeiros clubes começaram a se formar neste período. Assim como a fundação dos clubes, a prática também era restrita à elite branca. Diz-se que a primeira bola de futebol do país foi trazida em 1894 pelo paulista Charles William Miller. Os registros mais antigos sobre o Futebol praticado no Brasil, porém, datam de 1875, em Curitiba. A aristocracia dominava as ligas de futebol, enquanto o esporte começava a ganhar as várzeas. As camadas mais pobres da população e até negros podiam apenas assistir. Somente na década de 1920, os negros passaram a ser aceitos ao passo que o futebol se massifica, especialmente com a profissionalização em 1933.
Alguns clubes, principalmente fora do eixo Rio de Janeiro e São Paulo, ainda resistiam à modernização e continuavam amadores. Mas com o passar do tempo, quase todos foram se acomodando à nova realidade. Diversos clubes tradicionais e consagrados abandonaram a elite do futebol, ou até mesmo o esporte por completo.
Durante os governos, principalmente de Vargas, foi feito um grande esforço para alavancar o futebol no país. A construção do Maracanã e a Copa do Mundo do Brasil (1950), por exemplo, foram na Era Vargas. A vitória no Mundial de 1958, com um time comandado pelos negros Didi e Pelé, pelos mestiços Vavá e Garrincha e pelo capitão Bellini, ratificou o futebol como principal elemento da identificação nacional, já que reúne pessoas de todas as cores, condições sociais, credos e diferentes regiões do país.

## Introdução do esporte do futebol
Como em muitos países, o futebol chegou ao Brasil nos pés de ingleses expatriados. No Brasil, é amplamente considerado que o pai do futebol foi Charles Miller, o filho de um empregado de uma empresa ferroviária. Miller, que era nascido no Brasil, foi à Inglaterra para estudar na Banister Court School. Lá, se tornou um admirador do futebol e quando retornou ao Brasil, em 1894, trouxe com ele duas bolas na mala.
| “ | Numa tarde fria de outono em 1895, reuni os amigos e convidei-os a disputarem uma partida de football. Aquele nome, por si só, era novidade, já que naquela época somente conheciam o críquete. - Como é esse jogo? - perguntam uns. - Com que bola vamos jogar? - indagavam outros. - Eu tenho a bola. O que é preciso é enchê-la. - Encher com o quê - perguntavam. - Com ar. - Então vá buscar que eu encho." | ” |

Foi assim que, de acordo com Charles Miller, o futebol começou no Brasil, numa entrevista dada à revista O Cruzeiro em 1952. Em 1895 houve o que é considerado o primeiro jogo de futebol no país. Na Várzea do Carmo, em São Paulo, em 14 de abril, uma partida entre ingleses e anglo-brasileiros, formados pelos funcionários da São Paulo Gaz Company e da Estrada de Ferro São Paulo Railway Company. O amistoso terminou em 4 a 2, com vitória do São Paulo Railway.

### Outras versões

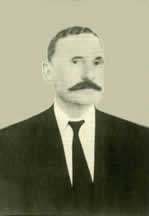
Thomas Donohoe

No entanto, há registros que afirmam que o esporte já havia sido praticado no país anteriormente. Em 1874, marinheiros estrangeiros disputaram uma partida em praias cariocas. Em 1878, tripulantes do navio Criméia enfrentaram-se em uma exibição para a Princesa Isabel. Em 1886, o Colégio Anchieta, em Nova Friburgo, impunha regularmente a prática do futebol, por influência dos padres jesuítas. O pioneirismo de Miller também é contestado pelo Bangu Atlético Clube, que afirma ser o escocês Thomas Donohoe quem introduziu o esporte em terras brasileiras. Thomas, que era um técnico da firma inglesa Platt Brothers and Co., de Southampton, tinha sido contratado para ajudar na implantação da fábrica têxtil de Bangu. Em 1894, teria ido a Inglaterra e de lá trazido uma bola, dando pontapé ao primeiro jogo de futebol brasileiro, em maio de 1894, quatro meses antes de Miller. Já para o historiador Loris Baena Cunha, haveria registros de uma partida entre funcionários ingleses da Amazon Steam Navigation Company Ltd., da Parah Gaz Company e da Western Telegraph, no Pará, em 1890.

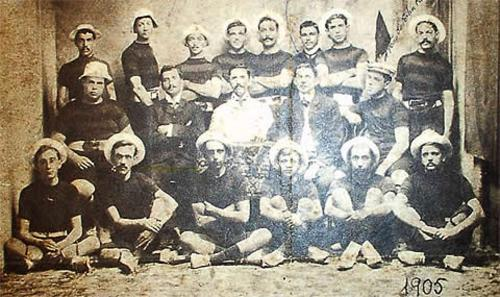
Time do Sport em 1905

Há também outras histórias não comprovadas. É dito que, em 1882, um homem chamado Mr. Hugh teria introduzido o futebol em Jundiaí, entre seus funcionários. Diz-se também que, entre 1875 e 1876, no campo do Paissandu Atlético Clube, na cidade do Rio de Janeiro, funcionários de duas companhias teriam jogado uma partida. Contudo, a hipótese a partir de Charles Miller é a mais aceita e difundida no cotidiano brasileiro.
Logo após a sua introdução, o esporte começou a se difundir por outros estados. Em 1897 o estudante Oscar Cox, regressando da Suíça, introduziu o futebol no Rio de Janeiro. A primeira equipe do estado foi o Rio Team, formada por Cox em 1901. No Rio Grande do Sul a tarefa coube a Johannes Minerman e Richard Woelckers, em 1900, fundadores do Sport Club Rio Grande no mesmo ano. Na Bahia, a José Ferreira Filho, o Zuza Ferreira, que retornara da Inglaterra após cinco anos de estudos, em 28 de outubro de 1901. Em 1903, Guilherme de Aquino Fonseca após estudar na Hooton Lown School, na Inglaterra, voltou a Pernambuco e em 1905 fundou o Sport Club do Recife. Vito Serpa trouxe o esporte a Minas Gerais em 1904 e Charles Miller Wright ao Paraná em 1908.

## Primeiros campeonatos e clubes

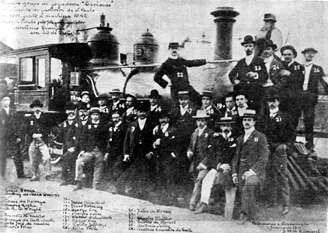
Despedida de São Paulo do Rio Team

O São Paulo Athletic Club foi a primeira equipe de futebol do Brasil, formada em 1894 por Charles Miller. Já o Associação Atlética Mackenzie College foi o primeiro time voltado para brasileiros, em 1898. O primeiro clube destinado só ao futebol foi o paulista Sport Club Internacional, fundado em 1899 e já extinto.  Logo depois, no mesmo ano, foi fundado o Sport Club Germânia pelo alemão Hans Nobiling, hoje com o nome de Esporte Clube Pinheiros.
Devido a extinção do departamento de futebol do Germânia, o Sport Club Rio Grande é considerado primeiro clube de futebol, ainda em atividade, a ser fundando no Brasil. Está localizado na cidade do Rio Grande no Estado do Rio Grande do Sul. Em homenagem ao clube, a extinta CBD (hoje CBF), em 1976, instituiu a data de fundação do clube - 19 de julho - como  o "Dia do Futebol".
A Associação Atlética Ponte Preta (AAPP) de Campinas, São Paulo, é o clube mais antigo em atividade depois do Sport Club Rio Grande, fundado em 11 de Agosto de 1900, 23 dias depois. No fim do mesmo ano, foi fundado o Clube Athletico Paulistano em 30 de novembro de 1900.

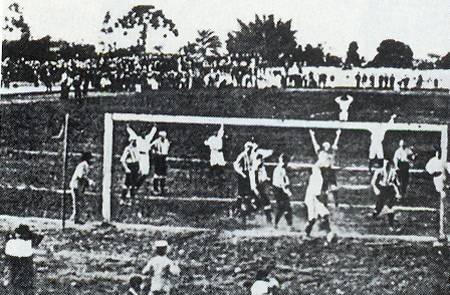
São Paulo Athletic Club e Club Athletico Paulistano na final do Campeonato Paulista de 1902 (2x1), primeiro estadual jogado no Brasil

Em 1901, ocorreu o primeiro confronto entre paulistas e cariocas, que viria a ser consolidado em 1933 com o surgimento do Torneio Rio-São Paulo. Entusiasmado com o time formado pelo Rio Team, que como indica no site do Fluminense Football Club seria o precursor do clube, Oscar Cox começou a se corresponder com Renê Vanorden, do extinto Sport Club Internacional, Charles Miller e Antonio Casemiro da Costa, que viria a ser o fundador da Liga Paulista de Football, sobre a ideia de um jogo entre paulistas e cariocas. O mesmo ocorreu no dia 19 de outubro, no campo do São Paulo Athletic Club. O primeiro jogo terminou empatado em 1 a 1. No dia seguinte outra partida, que também acabou em um empate, desta vez de 2 a 2.
No mesmo ano foi fundado a Liga Paulista de Football, em 19 de dezembro. Em 1902, foi realizado o primeiro campeonato oficial no Brasil, o Campeonato Paulista de Futebol, onde o extinto São Paulo Athletic Club sagrou-se campeão. Pouco a pouco, novos clubes foram surgindo no estado paulista, como o SC Americano, AA São Bento, SC Internacional, Ypiranga e o Paulistano, clubes este que tiveram forte atuação nos primeiros anos do século XX, mas logo deixaram de praticar o futebol em São Paulo.

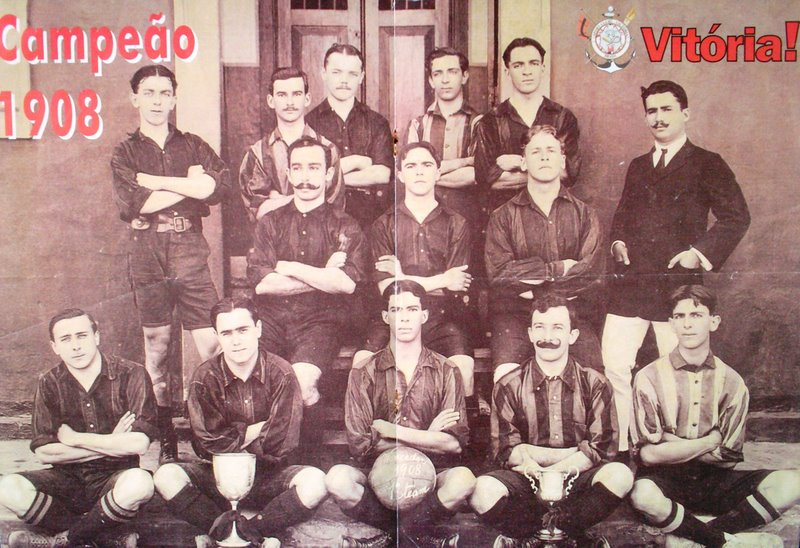
Elenco do Vitória campeão baiano de 1908

Na Bahia, é fundada a liga de futebol do estado, em 1905. A Liga Bahiana de Sports Terrestres teve quatro clubes fundadores: São Paulo Clube (que não participou do campeonato), Clube Internacional de Cricket, Sport Club Victoria e Sport Club Bahiano. O Clube de Natação e Regatas São Salvador filiou-se à liga pouco antes do começo do primeiro certame, que consagraria o Internacional de Cricket como campeão. Destes, apenas o Victoria, atual Esporte Clube Vitória e fundado em 1899 como Club de Cricket Victoria, mantém contatos com o esporte atualmente.

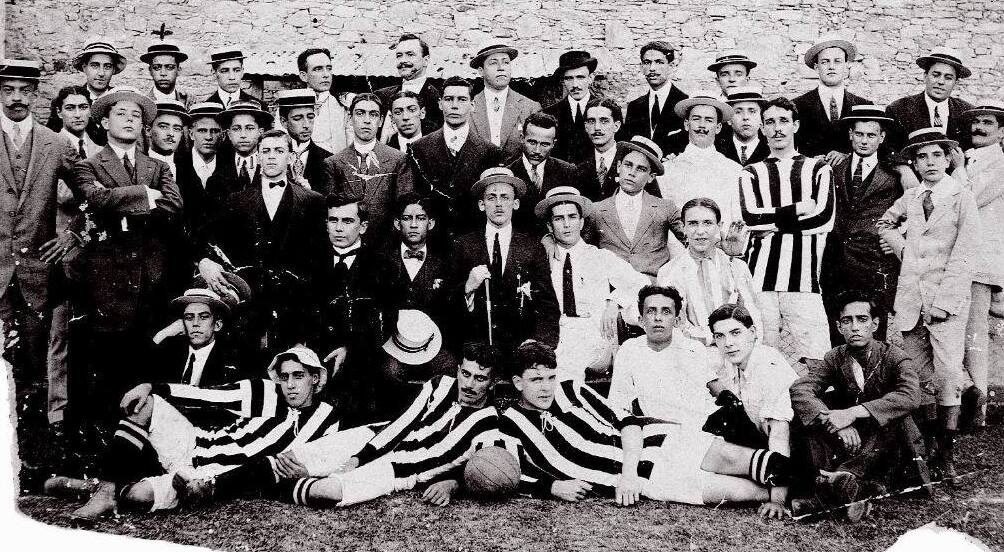
Fundadores do Botafogo no início do século XX

No Rio de Janeiro, no dia 21 de Julho de 1902 foi fundado o Fluminense Football Club, primeiro clube de futebol do estado que estimularia a criação de uma liga carioca e organizaria o futebol na cidade. A partir de 1904, novos clubes surgiram, entre eles, destacam-se o Botafogo Football Club (atual Botafogo de Futebol e Regatas) e o America, esses do Rio de Janeiro. Em 1906, o primeiro Campeonato Carioca foi disputado, no qual o Fluminense foi campeão. Em 30 de maio de 1909, depois de cinco anos de sua criação, o Botafogo estabeleceu o recorde de maior goleada da história do futebol brasileiro, vencendo o Sport Club Mangueira por 24 a 0, pelo Campeonato Carioca daquele ano. O artilheiro da partida foi Gilbert Hime, que fez nove gols, recorde até 1976, quando Dario marcou dez no jogo Sport 14 a 0 Santo Amaro, pelo Campeonato Pernambucano. O Mangueira acabou desistindo da disputa a quatro rodadas do final.

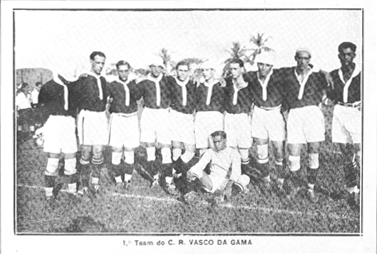
O Vasco da Gama quando iniciou no futebol

Entre 1910 e 1919, mais times e federações surgiram. O esporte tornou-se cada vez mais popular. Em 1910, por exemplo, após uma visita do Corinthian FC de Londres ao Brasil, surgiu em São Paulo o atual Sport Club Corinthians Paulista. Outro futuro grande clube seria fundado dois anos depois: o Santos Futebol Clube, com sede em Santos, SP. Em 1912, o Clube de Regatas do Flamengo começaria a jogar futebol, assim como Club de Regatas Vasco da Gama faria em 1915, clubes estes que existiam desde o século XIX, mas que iniciaram com a prática do remo no Rio de Janeiro.
Inicialmente, apenas pessoas de pele branca podiam jogar futebol no Brasil como profissionais, dado o fato de a maioria dos primeiros clubes terem sido fundados por estrangeiros. A história do pó-de-arroz, característica da torcida do Fluminense Football Club partiu de uma provocação da torcida americana ao Carlos Alberto, que tinha o conhecido hábito de usar talco desde o seu ex-clube. Chateados com o fato do jogador ter saído, os americanos o perseguiram e a torcida tricolor transformou a ofensa em um dos maiores símbolos do nosso futebol.
Surgem os campeonatos regionais, e público e imprensa, interessados cada vez mais pelo esporte, difundiram-no pelo país. Separa-se do tênis e do críquete, esportes da elite, para despertar o interesse de toda a massa, principalmente na década de 1920, quando os negros começaram a ser aceitos em outros clubes. O Vasco foi o primeiro dos clubes grandes a vencer títulos com uma equipe repleta de jogadores negros e pobres.

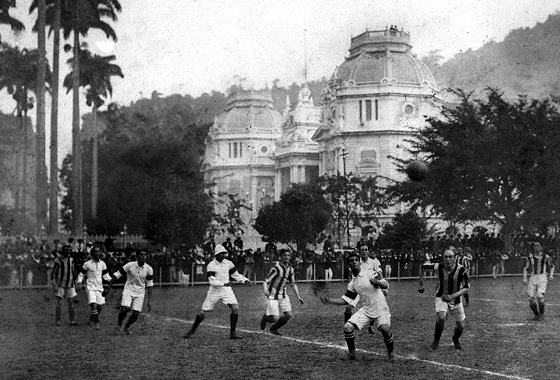
A primeira partida da seleção brasileira contra o Exeter City Football Club em 1914.

## Criação da Seleção Brasileira
Com a fundação da Federação Brasileira de Sports (FBS) em 1914, a Seleção Brasileira tem sua estreia em um jogo considerado não oficial pela FIFA contra a equipe britânica do Exeter City. Realizado no Estádio das Laranjeiras, do Fluminense Football Club, na cidade do Rio de Janeiro, os anfitriões ficaram com a vitória por 2 a 0. O primeiro título do país veio dois meses mais tarde, quando o Brasil venceu a seleção da Argentina no campo do Club de Gimnasia y Esgrima, em Buenos Aires, por 1 a 0, trazendo a Copa Roca para casa.

## Críticas
Apesar de ter se consolidado como o esporte preferido dos brasileiros já na década de 1920, o futebol não foi visto com bons olhos durante sua popularização pelo país. As mais pesadas críticas vieram de setores da elite intelectual. O escritor Graciliano Ramos escreveu em sua crônica "Traças a Esmo" que o futebol era a prova da superioridade europeia sobre o brasileiro, afirmando que sua popularidade seria apenas passageira (fogo de palha) pelo frágil biotipo dos que habitavam o Brasil. Graciliano Ramos terminava a crônica de forma irônica:
| “ | Os verdadeiros esportes regionais estão aí abandonados: o porrete, o cachação, a queda de braço, a corrida a pé, tão útil a um cidadão que se dedica ao arriscado ofício de furtar galinhas, a pega de bois, o calto, a cavalhada, e o melhor de tudo, o cambapé, a rasteira. A rasteira! Esse sim é o esporte nacional por excelência! | ” |

As críticas mais contundentes, contudo, partiram do escritor Lima Barreto.  Barreto via no futebol um fator de dissensão, e nos clubes, agremiações comandadas por descendentes dos senhores de escravos. Em seu artigo "Como Resposta, Careta", na publicação "Marginalia", o escritor afirma ser o futebol "primado da ignorância e da imbecialidade". Por tais opiniões Lima Barreto chegou a criar a ""Liga Contra o Foot-ball", no qual tentava a proibição do esporte no país usando como justificativa supostos malefícios da prática do mesmo, como brigas e mortes. Apesar de nunca ter sido proibido no Brasil, chegaram a ser discutidas limitações para o exercício do futebol. Em 1916, a Academia Nacional de Medicina estudou a hipótese da proibição do jogo para menores de 18 anos. Em 1919 a prática foi vetada no Colégio Pedro II, do Rio de Janeiro.

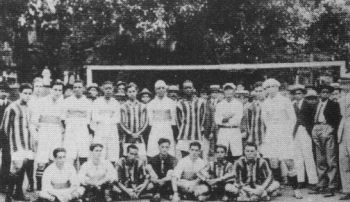
Festival Operário de 1919

Da mesma forma que não fora recebido com simpatia pela elite intelectual, o mesmo acontecera em relação a classe trabalhadora. As lideranças sindicais da época, compostas em sua maioria por anarquistas e comunistas, viam o esporte com desconfiança, por acharem-o uma forma de alienação produzida pelos donos das fábricas para desviar a atenção do proletariado em relação à causa operária. Para tais lideranças, o futebol era "mera expressão da manipulação consumista e alienante da burguesia".
A relação com os líderes sindicais começou a mudar a partir da década de 1910, quando as lideranças passaram a perceber que poderiam angariar membros a causa anarquista/comunista por meio do esporte. Assim, se tornaram comum eventos que, para divulgar a doutrina  trabalhadora, usavam como pretexto partidas entre times operários. Foi assim que em 1919 criou-se o Festival Operário de 1919, onde equipes formadas pelos operários disputavam amistosos entre si.

## A popularização e o fim do amadorismo

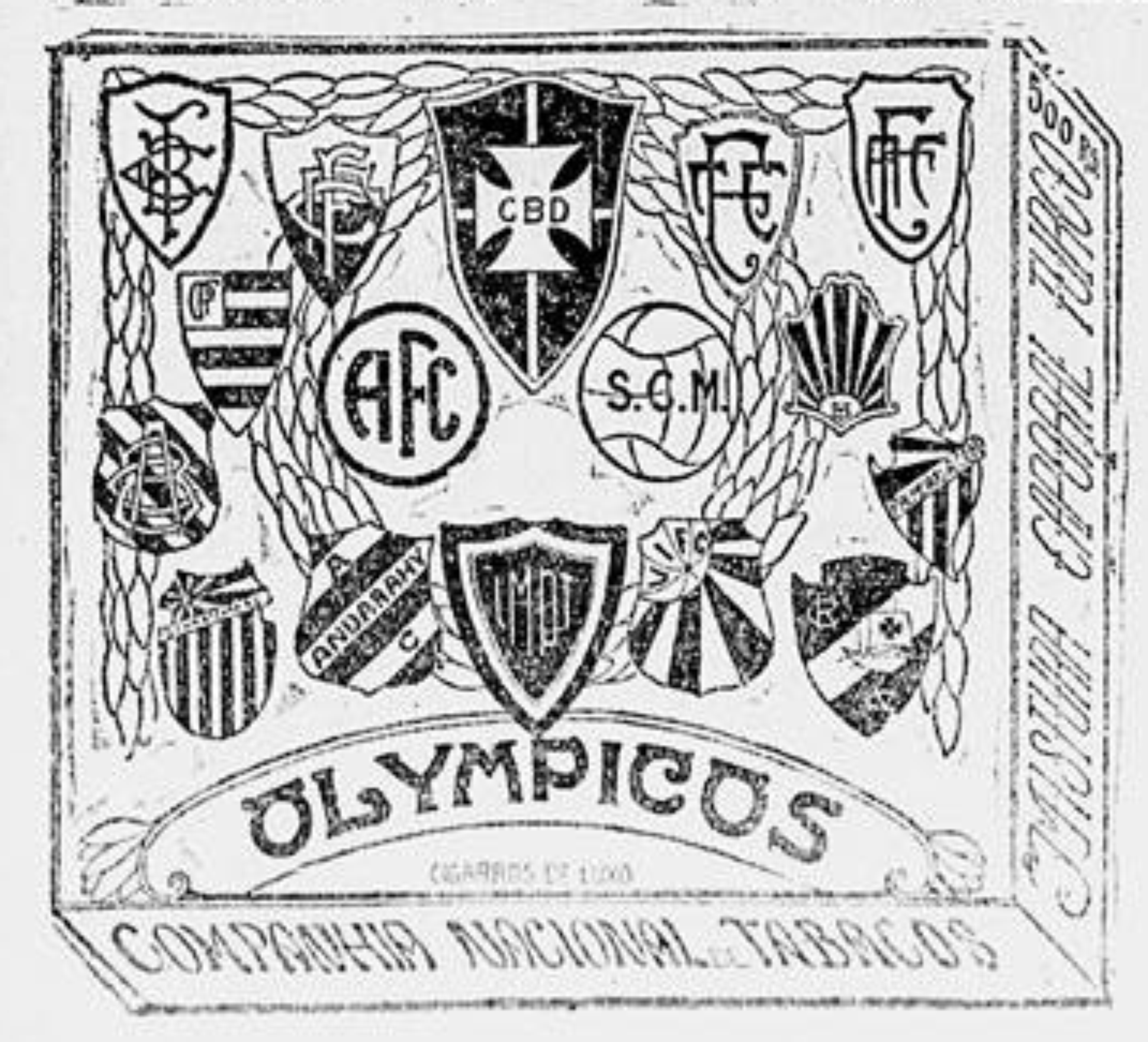
Popularização de símbolos heráldicos dos clubes em produtos em 1921.

A década de 1920 é considerada como o marco para a popularização do futebol no Brasil. Logo em 1920, foi realizado o Campeonato Brasileiro de Clubes Campeões, triangular organizado pela CBD e jogado no Estádio das Laranjeiras. Foi vencido Paulistano de Arthur Friedenreich.
O exemplo mais claro do fenômeno que se tornara, porém, ocorreu na final do terceiro campeonato Sul-Americano de Futebol (hoje Copa América), quando a seleção brasileira enfrentou o seleção uruguaia, em 29 de maio de 1919. Era a primeira vez que a seleção brasileira chegava tão longe no torneio. A expectativa para a partida era tamanha que o presidente da época, Delfim Moreira, decretou ponto facultativo nas repartições públicas, enquanto que o comércio do Rio de Janeiro não abriu as portas naquele dia. Mesmo em outros estados a partida ganhou contornos patrióticos, como relata o jornal O Estado de S. Paulo:
| “ | No círculo dos jovens, considera-se impatriótico o desinteresse do desfecho do certâmen continental, declarado que seja por um brasileiro! … e nas rodas mundanas, não se admite nem por esnobismo, uma afirmativa desta natureza. | ” |

A popularização do esporte iniciou a briga entre o amadorismo, a realidade da época, e o profissionalismo. Os primeiros indícios de jogadores assalariados vêm do futebol operário. Inicialmente usado como lazer e fonte de disciplinarização para seus funcionários, os donos de fábricas logo perceberam que o sucesso das equipes que levavam o nome da fábrica era um ótimo meio de divulgação dos seus produtos. Os trabalhadores que se destacavam com a bola nos pés começaram então a gozar de vários benefícios, como prêmios por vitória (o 'bicho'), dispensa para treinos e trabalhos mais leves. Ocorria assim, pela primeira vez, a valorização do 'capital esportivo'. Surgia então o que foi chamado do 'operário-jogador'. Sobre isso, o escritor Mário Filho, abordando o caso específico do Bangu, fala no livro O Negro no Futebol Brasileiro:
| “ | Operário que jogasse bem futebol, que garantisse um lugar no primeiro time, ia logo para a sala do pano. Trabalho mais leve.(...) Os garotos que jogavam no largo da igreja sabiam que, quando crescessem, se fossem bons jogadores de futebol, teriam lugares garantidos na fábrica. (...) Depois de trabalhar muito, e principalmente, de jogar muito, o operário-jogador ganhava o prêmio da sala do pano. E podia ser ainda melhor se continuasse a merecer a confiança da fábrica, do Bangu. Havia o escritório, o trabalho mais suave do que na sala do pano. E o ordenado maior. | ” |

O aparecimento do 'operário-jogador' proporcionou aos operários a possibilidade de o esporte ser uma segunda fonte de renda, além de uma relativa mobilidade social dentro da fábrica. A prática começou então a ser vista como possibilidade de ascensão social. Exemplo claro desse processo, o jogador Domingos da Guia, que fez muito sucesso na década de 1930, relatou numa entrevista que seu início no futebol começou muito mais por necessidade do que por vontade própria. Seu interesse na atividade se dava pelos lucrativos 'bichos' que recebia após cada vitória.

### Início de uma nova era

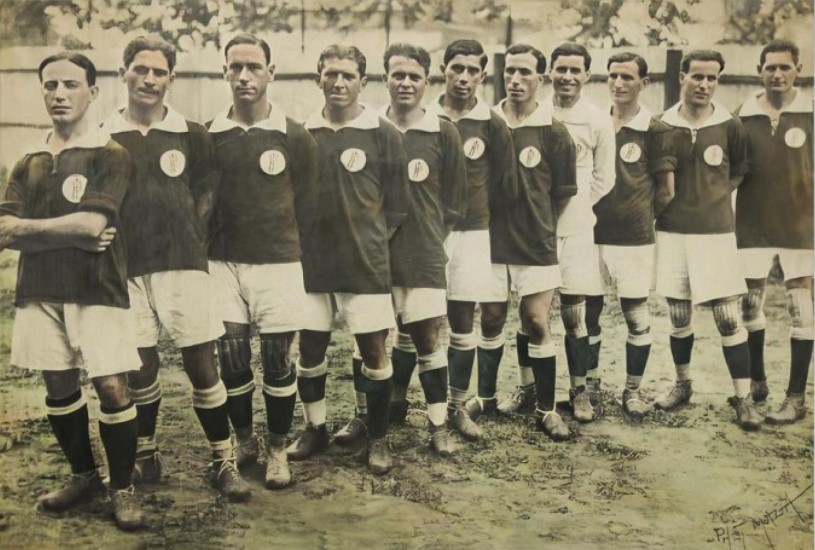
Palestra Itália campeão paulista de 1920

O profissionalismo começou a ganhar ares de realidade com o Vasco da Gama, em 1923. Com o departamento de futebol criado em 1915, desde essa época o Vasco, junto com alguns outros clubes do subúrbio, reuniam jogadores de baixa renda, baixa escolaridade até mesmo desempregados, o que inquietava a elite carioca. Esta jogava pela ideologia do que foi chamada ethos amador. Isto é, o principal aspecto do esporte seria a sua prática por divertimento, sem qualquer interesse pecuniário. A participação esportiva seria um direito de tal classe, e portanto, dirigida a mesma e com regras egocêntricas. Assim, a entrada no futebol de jogadores que jogavam pela renda proporcionada, e não por uma busca de divertimento, seria uma ameaça a tal ideologia dominante. Sendo assim, a inserção das camadas mais baixas no futebol era visto como uma potencial ameaça aos clubes elitistas da Zona Sul do Rio de Janeiro.
Tal ameaça, contudo, nunca foi seriamente combatida, já que os clubes que adotavam entre suas fileiras esportistas pouco abastados disputavam divisões inferiores aos que os 'grandes clubes' disputavam. Assim, por algum tempo o futebol da cidade viu-se divido entre o amadorismo da divisão principal e o semi-profissionalismo, ou 'profissionalismo marrom', presente em divisões mais baixas.
Isso até 1923, quando o Vasco ascendeu a primeira divisão do Campeonato Carioca de Futebol, após ter vencido a segunda divisão estadual. No elenco vascaíno, a clara mistura que existia nos times do subúrbio: a equipe era composta pelo chofer de táxi Nelson da Conceição, o estivador Nicolino, o pintor de parede Ceci e o motorista de caminhão Bolão, todos negros, além de quatro brancos analfabetos.
O escrete cruzmaltino, apesar da descrença em seu potencial, terminou o primeiro turno com uma campanha muito a frente dos seus rivais, com seis vitórias e um empate em sete jogos disputados. A boa campanha continuou no segundo turno e levou ao clube a vitória do Campeonato Carioca. Se por um lado negros e analfabetos até aquela época não tinham incomodado, a vitória vascaína não podia ser suportada pela elite, já que havia uma clara invasão de indivíduos sem status social numa prática até então restrita aos setores mais abastados da sociedade. Sobre a vitória do Vasco, assim escreve Mário Filho:
| “ | Desaparecera a vantagem de ser de boa família, de ser estudante, de ser branco. O rapaz de boa família, o estudante, o branco, tinha de competir, em igualdade de condições, com o pé-rapado, quase analfabeto, o mulato e o preto para ver quem jogava melhor. Era uma verdadeira revolução que se operava no futebol brasileiro. | ” |

Indignados, os chamados 'grandes clubes' começaram a articular na Liga Metropolitana dos Desportos Terrestres (LMDT) uma forma de conter o avanço do profissionalismo. Acusando a LMDT de 'populismo' por apoiar os 'pequenos', os clubes da Zona Sul exigiram mudanças no regulamento interno da Liga, entre as quais cada clube teria um voto com um certo valor, cabendo a América, Botafogo, Flamengo e Fluminense a maior pontuação. Tais mudanças não foram aceitas pela maioria das equipes restantes, o que levou a um racha no futebol carioca: os grandes mais alguns outros clubes abandonaram a LMDT e fundaram em 1 de março de 1924 a Associação Metropolitana de Esportes Athleticos - AMEA.
O caráter excludente da nova liga se tornava claro logo em seu estatuto (direita), que excluia da prática esportiva desempregados, analfabetos e "os que tirem os seus meios de subsistência de qualquer profissão braçal".
Em 21 de abril de 1924, foi publicada a Resposta Histórica, carta enviada pelo então presidente do Vasco da Gama, José Augusto Prestes, a AMEA.  Nela, o clube se recusa a desfiliar seus doze atletas negros, operários e analfabetos e abre mão de participar dos campeonatos organizados pela AMEA. A desfiliação foi uma condição estabelecida pela associação para a inscrição nos torneios. A carta e a posição assumidas pelo Vasco são tidas como um marco na luta contra o racismo no Brasil e no futebol.

“Capitulo III - DA ADMISSÃO DE MEMBROS DA A.M.E.A.
Art 5° ITEM 10 - Indicar de seus athletas o número e o nome por extenso; a residência actual e a anterior; a profissão que actualmente exercem e a que exerciam precedentemente; o local em que a praticavam e o em que praticam; e bem assim o nome das pessoas sob cuja direcção a exercitavam e exercitam.
Capitulo IX - DA INSCRIPÇAO DOS AMADORES, SUAS FORMALIDADES E REQUISITOS
Art 65 - Não poderão, porém, ser inscriptos:
ITEM 2 - os que tirem os seus meios de subsistência de qualquer profissão braçal, considerando-se como tal a em que predomine o esforço physico;
ITEM 7- os que não saibam ler ou escrever correntemente;
ITEM 9 - os que habitualmente não tenham profissão ou empregos certos"”

— Trecho do Estatuto da Associação Metropolitana de Esportes Athleticos - A.M.E.A., Rio de Janeiro, 1924.
O amadorismo, contudo, não podia resistir ainda por muito tempo, seja pelo situação interna do futebol no Brasil e até mesmo no mundo. Em 1923, na Itália, a Juventus pagou pela transferência do atleta Viri Rosetta. Os dirigentes do seu antigo clube entraram na justiça pedindo a anulação dos pontos conquistados com ele em campo. O tribunal italiano deu ganho de causa à Juventus, abrindo o precedente para que as equipes tirassem jogadores de outras agremiações à custa de dinheiro, iniciando assim o profissionalismo no país. De modo semelhante, desde 1924 diversas outras nações adotaram o profissionalismo, como Espanha e Áustria, na Europa, além dos vizinhos sul-americanos Argentina e Uruguai. A difusão do profissionalismo fez com que a FIFA em 1930 autorizasse na primeira Copa do Mundo a participação de atletas que recebiam ordenados.
Internamente a situação também foi se tornando complicada para o amadorismo. Em 1932 um grupo de jogadores publicaram no jornal Gazeta Esportiva um manifesto onde pediam pelo direito de exercer sua profissão de jogador de futebol. Em 1933 o jogador Floriano Peixoto Correa, conhecido como Marechal da Vitória, publica o livro "Grandezas e Misérias do Nosso Futebol", onde aborda de forma crítica o amadorismo. Segundo Correa:
| “ | Com o desenvolvimento do soccer no país, aumentou, naturalmente, o desenvolvimento do profissionalismo oculto. E o profissionalismo que devia ter sido legalizado nessa ocasião, passou a desfrutar uma proteção escandalosa de nossas entidades, clubes e paredros, unidos num deslavado semvergonhismo que depunha contra o seu carater e a sua conduta hipocrisia essa impotente para encobrir os escandalos que vieram depois. | ” |

| “ | E o ‘amadorismo’ foi-se desmascarando. Em 1915 já não era escandalo a gratificação aos jogadores feita ás claras em qualquer clube de São Paulo ou do Rio, de Pernambuco ou do Rio Grande do Sul. | ” |

Além de Correa, companheiros também relatavam os problemas que a proibição ao profissionalismo lhe causavam. A transcrição a seguir é de Amilcar Barbuy:
| “ | Vou para à Itália. Cansei de ser amador no futebol onde essa condição há muito deixou de existir, maculada pelo regime hipocrita da gorjeta que os clubes dão aos seus jogadores, reservando-se para si o grosso das rendas. Durante 20 anos prestei desinteressadamente ao futebol nacional os meus modestos serviços. Que aconteceu? Os clubes enriqueceram e eu não tenho nada. Sou pobre. Sou um pária do futebol. Não tenho nada. Vou para o país onde sabem remunerar a capacidade do jogador. | ” |

Ao clamor desses futebolistas foram se juntando também dirigentes de clubes, insatisfeitos com a situação de um 'amadorismo marrom', que não era nem um amadorismo, mas também nem um profissionalismo. Para tais, a profissionalização poderia transformar o esporte num espetáculo e sobretudo assegurar a permanência dos craques nas equipes.

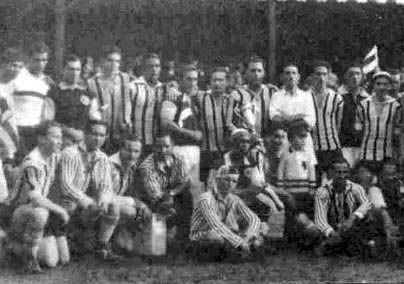
Grêmio de 1931

Sem pagar salários a seus jogadores, os clubes amadores não conseguiam disputar com estrangeiros, que viam ao país com interessantes propostas financeiras para os atletas que se destacavam. Esse foi o caso de Fausto dos Santos, que em 1931 se transferiu para o Barcelona, da Espanha.
A subida ao poder de Getúlio Vargas, em 1930, também teve forte impacto no fim das práticas amadoras. O governo de Vargas impulsionou um projeto de integração da identidade brasileira e a criação de uma cidadania brasileira, de forma a estender direitos e deveres para uma maior parcela da população. Para tal, regulamentou muitos aspectos da sociedade, entre elas a criação de uma política de esportes mais organizada, estruturada e centralizada.
Resultado desse conjunto de fatores, em 1933 os presidentes de Vasco, Fluminense, América e Bangu romperam com a AMEA e fundaram a Liga Carioca de Football (LCF), primeira entidade a aceitar oficialmente a inscrição de atletas profissionais.
Em agosto do mesmo ano a Associação Paulista de Esportes Atléticos (APEA) toma o mesmo rumo que a LCF. Ambas então se desfiliam da CBD e criam a Federação Brasileira de Futebol (FBF), que apoiava o profissionalismo e por isso obteve da FIFA o direito de representar o Brasil em competições internacionais.
Com o profissionalismo começando a ganhar forma, a CBD passou então a ser a grande antagônica do processo, o último bastião do amadorismo. As freqüentes brigas entre a mesma e a FBF fez com que na Copa do Mundo de 1934 o Brasil enviasse apenas jogadores amadores, o que resultou na desclassificação da equipe na competição. Em 1937, contudo, a CBD aceita o profissionalismo em troca da manutenção do seu poder sobre o futebol nacional. Era a extinção das práticas amadoras.
Neste mesmo ano, organiza-se o Torneio dos Campeões da Federação Brasileira de Football (FBF), o primeiro certame nacional e profissional entre clubes brasileiros (reconhecido como primeira edição do Brasileirão, pela CBF, desde 2023).

## O pós-amadorismo
A Copa América, no princípio sob o nome de Campeonato Sul-Americano de Futebol, foi a primeira competição envolvendo Seleções Nacionais de Futebol. Envolve países da América do Sul desde 1916. Entre a sua primeira edição até 1949, o Brasil foi campeão apenas três vezes em 21 ocasiões em que o campeonato foi realizado. Ainda assim, alguns historiadores atribuem a uma heróica vitória do Brasil sobre o Uruguai na final do Campeonato Sul-Americano de 1919, disputado no estádio do Fluminense, construído especialmente para a competição, em 29 de maio daquele ano, como o início da paixão brasileira pelo esporte. A partida, ganha com um gol de Friedenreich na terceira prorrogação, fez com que ele fosse carregado nos ombros da torcida pelas ruas da cidade e sua chuteiras, expostas em uma joalheria, além de ganhar o apelido de El Tigre de seus adversários. Além de importante para o futebol, esta partida foi marcante para a música brasileira . Inspirado nela, ninguém menos que Pixinguinha compôs o choro "1x0", primeiro registro de música sobre futebol no Brasil.
Se por um lado, a profissionalização do futebol no Brasil fez com que grandes potências nos torneios estaduais fossem extintas, o processo acabou abrindo espaço definitivo para que os primeiros gênios do esporte nacional entrassem em campo para substituir El Tigre: Fausto dos Santos, Domingos da Guia, Leônidas da Silva, Waldemar de Brito e depois uma longa e ilustre galeria de Zizinho a Pelé.

## Copas do Mundo
As Copas do Mundo começaram a ser disputadas em 1930, e as edições seguintes sempre teriam participações da Seleção Brasileira. Mesmo com resultados fracos nas duas primeiras edições, o Brasil esteve representando nas edições do campeonato de 1930, 1934 e 1938, no Uruguai, Itália e França respectivamente. Após uma interrupção devido à Segunda Guerra Mundial, a Copa do Mundo voltaria a ser realizada em 1950 no Brasil.

### O Maracanazo e suas consequências
O Brasil foi sede da Copa do Mundo de 1950 e, por ser o anfitrião, havia a expectativa por parte da população de uma primeira conquista. Contudo, na final da competição, a Seleção Brasileira foi derrotada por 2 a 1, de virada, para a Seleção Uruguaia, que obteve seu segundo título. A derrota provocou uma grande mudança no futebol brasileiro, a iniciar pela troca do uniforme da seleção nacional, que passou de branco para amarelo, azul, branco e verde. O episódio entrou para a história como "Maracanazo", uma das maiores zebras de todos os tempos.
Para ajudar a acabar com a tristeza nacional após a derrota, ainda em 1950, o jornalista Mario Filho promove a volta da disputa do Torneio Rio-São Paulo, que agora passa a acontecer de maneira regular, anualmente, envolvendo as principais equipes de Rio de Janeiro e São Paulo. Este campeonato serviria de base para a criação de um campeonato nacional anos depois. Logo em seguida, surge a Copa Rio Internacional de 1951 e a de 1952, tendo Palmeiras e Fluminense como os seus vencedores respectivamente.

## A era clássica

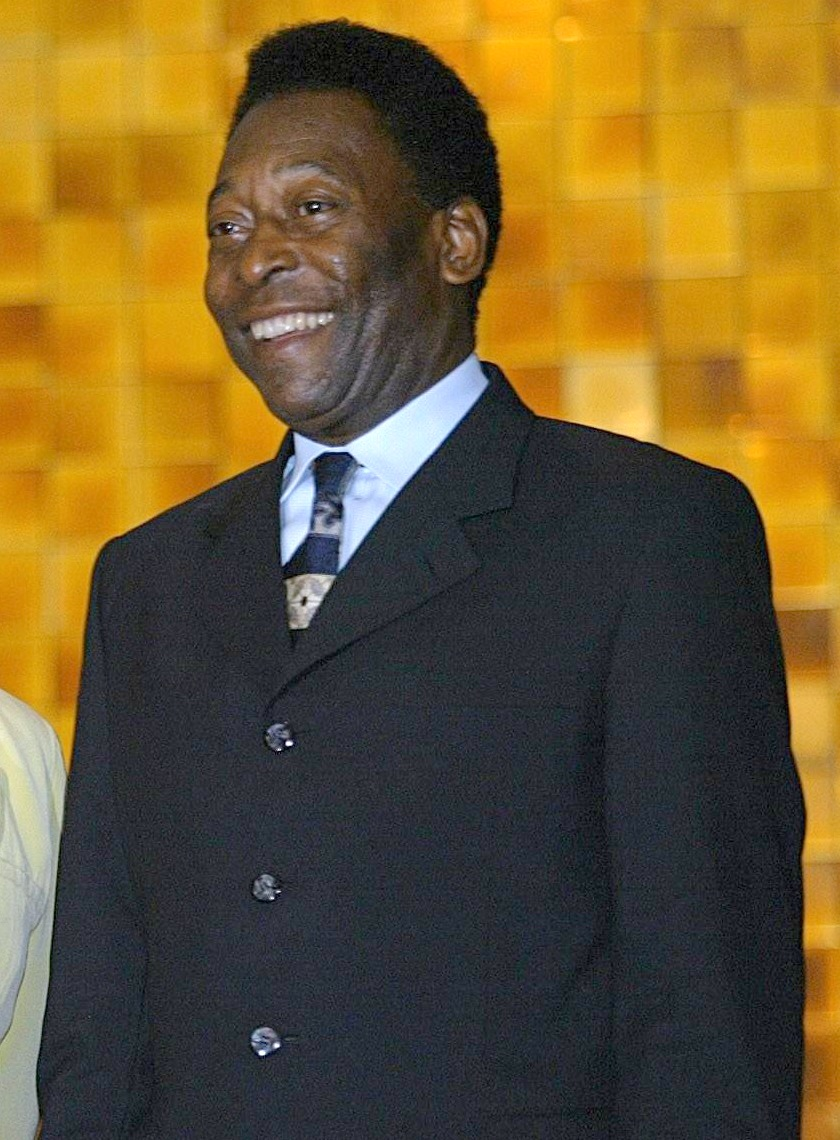
Pelé, o maior atleta do século XX.

A partir do final da década de 1950, o futebol brasileiro foi criando uma série de grandes jogadores ao mesmo tempo. Destacaram-se Pelé, Garrincha, Nílton Santos, Didi, Vavá, Zagallo, Djalma Santos o capitão Bellini, entre outros que participaram da campanha vencedora da Copa de 1958 pela Seleção Brasileira. A dose foi repetida na Copa de 62, desta vez Amarildo, Coutinho e Pepe somados ao elenco campeão.
Em 1959, a CBD inovou, e finalmente resolveu criar uma competição entre clubes para substituir o deficitário Campeonato Brasileiro de Seleções Estaduais. Essa competição foi nomeada como Taça Brasil, primeira competição com representes da maioria dos estados brasileiros, criada para definir o clube campeão brasileiro de futebol que representaria o Brasil na Taça Libertadores da América. Esta, na época, contava apenas com os campeões nacionais de cada país (campeão argentino, campeão chileno, campeão uruguaio, campeão paraguaio, campeão colombiano, campeão boliviano e campeão brasileiro). O primeiro campeão foi o Bahia, porém foi o Santos, de Pelé, a equipe que mais vezes a conquistou a Taça Brasil, cinco seguidas. Nesta época, o Santos fazia com o Botafogo, de Garrincha e companhia, o principal clássico do Brasil, tanto em competições regionais, nacionais e até internacionais, uma vez que a Taça Libertadores da América começou a ser disputada em 1960, ainda com pouco interesse das equipes brasileiras. O Santos, em 1962, foi o primeiro clube do país a conquistar a Libertadores e a ser campeão da Copa Intercontinental.
O sucesso do futebol brasileiro fez muitas equipes argentinas contratarem treinadores brasileiros nos anos 60. Vicente Feola treinou o Boca Juniors em 1961, Osvaldo Brandão o Club Atlético Independiente em 1961 e 1967, conquistando o Campeonato Nacional de 1967 e Tim, que conquistou o Campeonato Nacional de 1968.

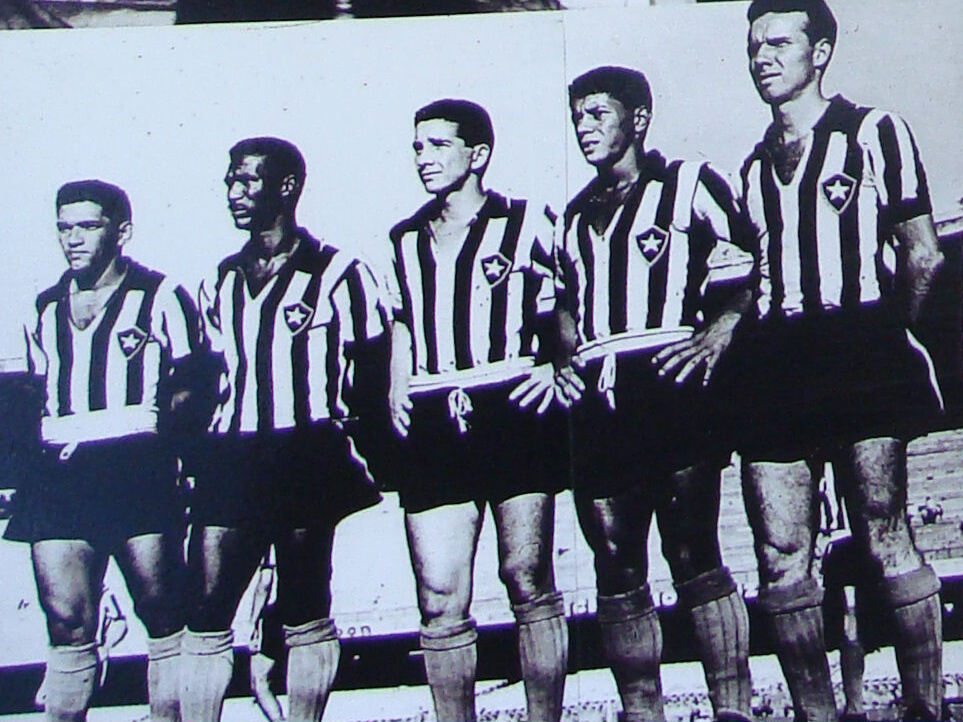
Garrincha, Didi, Amarildo, Zagallo, além de Amoroso. Quatro titulares da seleção bicampeã mundial de 1958-62 na linha de frente do Botafogo.

Apesar de não ter feito boa campanha na Copa de 1966, em 1970, a Seleção Brasileira sagrou-se campeã pela terceira vez da Copa do Mundo, recebendo definitivamente a Taça Jules Rimet (troféu que viria a ser roubado e derretido treze anos depois) por ter sido o primeiro país a conquistar a Copa pela terceira vez.
Em 1967, o Torneio Roberto Gomes Pedrosa (o "Robertão") foi criado para ser o campeonato nacional em um novo formato, possibilitando a participação de um número maior de clubes. Oriundo do Torneio Rio-São Paulo, essa competição logo ganhou status de Campeonato Nacional, recebendo oficialmente da CBD a denominação de 'Taça de Prata'. O Torneio Rio-São Paulo foi interrompido, bem como a Taça Brasil dois anos depois, incumbindo ao Robertão definir os novos campeões brasileiros até 1970.[carece de fontes?]

## O Futebol Brasileiro na Ditadura Militar
Em 1971, a CBD inicia um novo torneio, o Campeonato Nacional de Clubes. Porém, desta vez, ao contrário do Torneio Roberto Gomes Pedrosa em relação a Taça Brasil, não houve mudanças significativas entre a nova competição com a antiga.
Dos 20 clubes originais, o campeonato chega aos 94 participantes em 1979, em um processo de ampliação incrementado a partir da chegada do Almirante Heleno de Barros Nunes ao comando da CDB após a saída de João Havelange. Nunes era acusado nas ruas de favorecer o partido governista nas escolhas dos novos integrantes do certame, em tempos de necessidade de legitimação do governo nas urnas. Nas ruas o povo ironizava: “Onde a Arena vai mal, um time no Nacional”. 
Por outro lado, assistiu-se a uma maior integração do futebol do país, mesmo tendo apenas clubes de São Paulo, Rio de Janeiro e Rio Grande do Sul conquistado o torneio entre 1972 e 1984. Destacam-se a academia do Palmeiras, bicampeão em 1972 e 73, o Internacional, campeão de 1975, 1976 e 1979 (este último de forma invicta). O Guarani ter vencido o campeonato em 1978, sendo o primeiro clube com sede fora de uma capital a conquistar o título. A hegemonia dos estados citados só foi quebrada com a conquista do Coritiba em 1985.
Ainda que timidamente, os clubes brasileiros foram pegando feição pelo campeonato continental, a Taça Libertadores da América. O Cruzeiro foi o segundo time do Brasil a vencer a competição, em 1976, sendo seguido por Flamengo e Grêmio em 1981 e 83 respectivamente. Estes dois últimos clubes, conquistaram também o título da Copa Intercontinental nestes anos.
A Seleção Brasileira ficou em quarto lugar no Mundial de 1974. Em 1975, Osvaldo Brandão assumiu o comando da seleção, mas após um bom início, estranhamente renunciou ao cargo sendo substituído pelo Cláudio Coutinho. A Seleção Brasileira terminaria em terceiro lugar a Copa do Mundo FIFA de 1978. O Brasil se autoproclamou "campeão moral" por ter sido a única seleção invicta desta Copa e porque o goleiro do Peru, Ramón Quiroga, teria facilitado a partida contra a Argentina. A Argentina precisava ganhar de uma diferença superior a quatro gols. Ganhou de 6–0. A combinação improvável de resultado eliminou o Brasil.

## A Transformação da CBD em CBF
Em 1979, a Confederação Brasileira de Desportos CBD mudou de nome para Confederação Brasileira de Futebol CBF, devido a um decreto da FIFA, segundo o qual todas as entidades nacionais de futebol deveriam ser voltadas unicamente para o desenvolvimento deste esporte. Este não era o caso da CBD, que, à época, ocupava-se do fomento de outros esportes olímpicos.
Giulite Coutinho presidiu a CBF durante dois mandatos, entre 18 de janeiro de 1980 até 17 de janeiro de 1986. Sua gestão contou com o apoio de Roberto Marinho e construiu o centro de treinamento Granja Comary. Em 1982, o time montado por Telê Santana era tido como candidato ao título, apresentando o melhor futebol da época e baseada nos jogadores como Zico, Falcão, Sócrate, Júnior, Oscar, Toninho Cerezo, entre outros, acabou sendo eliminada nas quartas-de-final da competição para a Itália da Copa.
Em outubro de 1982, a Revista Placar revelou o escândalo da "Máfia da loteria esportiva". 125 acusados, entre árbitros, jogadores e cartolas, incluindo dois campeões mundiais pela seleção brasileira, Amarildo e Marco Antônio, participavam de um esquema que fraudava resultados em favor de um grupo de apostadores do principal jogo de azar da época. A reportagem ganhou o Prêmio Esso de jornalismo na categoria geral daquele ano. Em 1985, a Polícia Federal anunciou a conclusão do inquérito sobre a Máfia da Loteria Esportiva. Dos 125 acusados na reportagem, apenas 20 pessoas foram indiciadas.
Em 1986, o grupo de Marinho e Coutinho, representado pela candidatura de Medrado Dias, perdeu o comando da CBF para o grupo do mafioso Castor de Andrade, na figura do novo presidente Octávio Pinto Guimarães. A eleição foi acirrada, com denúncias de corrupção, fraudes e ameaça de intervenção do Governo Sarney. Em caso de empate, o candidato mais velho venceria. O grupo de Castor encontrou um candidato mais velho que Medrado, Octávio Pinto Guimarães, presidente da Federação Carioca de Futebol, que tinha câncer de estômago.
A vitória de Octávio Pinto Guimarães mergulhou o futebol brasileiro em um período de incertezas. Durante a participação brasileira na Copa do Mundo de 1986, cartolas foram acusados de interferir nas convocações. Em 1987, a CBF alegando problemas financeiros e que poderia organizar um campeonato brasileiro regionalizado acabou dando origem ao Clube dos 13. A ideia da Copa União com 16 clubes, primeiramente, seria rechaçada pela CBF e depois pelos tribunais. Em 1988, Ricardo Teixeira costurou uma candidatura de consenso, com o apoio de João Havelange. Ele foi eleito sem adversários em janeiro de 1989. 
Dias depois, Teixeira, ao lado do novo diretor da CBF, Eurico Miranda apresentou o novo calendário do futebol brasileiro com uma novidade. Com a criação da Copa União em 1987, vários clubes de regiões menos populares que entravam no Campeonato Brasileiro por ser campeão estadual, deixaram de enfrentar os chamados "grandes" e com isso algumas agremiações corriam o risco até de fechar as portas. As federações pressionaram por uma nova competição e assim foi criada a Copa do Brasil de Futebol em 1989, que foi disputada dentro de 46 dias.
Na Copa América, o Brasil conquistaria seu primeiro título desde 1949 em 1989.
Na Copa do Mundo de 1994, a Seleção Brasileira liderada por Romário, finalmente conquistaria o título outra vez, a quarta de sua história, recorde até então. Em 1998, o Brasil chegaria a final de novo, porém, seria derrotado pela França por 3 a 0.
Na segunda metade da década, times do país conquistariam quatro vezes a Copa Libertadores da América, em 1995, o Grêmio, e de 1997 a 1999, na ordem, Cruzeiro, Vasco e Palmeiras, porém nenhum deles ficaria com o título mundial. Em 1999, a Copa Conmebol, passava a estar em terceiro plano, sendo substituída, desde 98, pela Copa Mercosul, vencida por Palmeiras, Flamengo e Vasco em suas primeiras edições.
Quando o Brasileirão de 1996 terminou, Fluminense e Bragantino estavam rebaixados. Em 1997, o Jornal Nacional da TV Globo divulgou gravações de telefonemas que desvendariam um esquema de corrupção dentro da CBF, supostamente envolvendo venda de resultados de jogos de futebol. Por causa das denúncias, a CBF cancelou o rebaixamento naquele ano no chamado Caso Ivens Mendes. Na Justiça Comum, o processo não foi adiante, já que os únicos indícios de crime foram apontados por gravações clandestinas, que foram consideradas ilegais.
No final da década, o presidente da CBF, Ricardo Teixeira, viu-se envolvido em comissões parlamentares de inquérito na Câmara de Deputados e no Senado Federal, mas, com auxílio de congressistas fiéis, conseguiu se livrar das acusações. Prestou depoimento em duas CPIs, a do futebol e a da CBF-Nike.

## Anos 2000: A nação exportadora

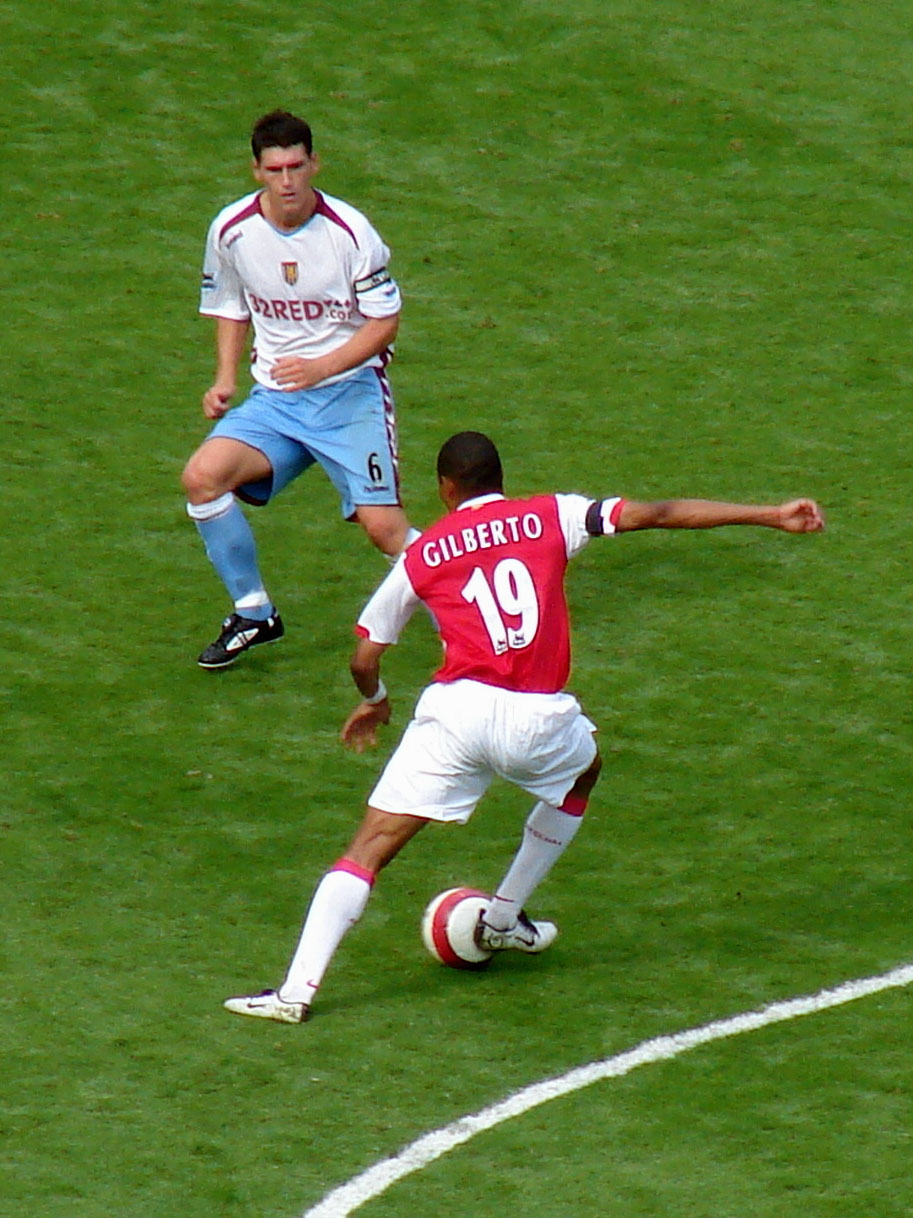
Gilberto Silva em atuação pelo Arsenal no Campeonato Inglês.

Com a chegada do século XXI, nota-se uma forte tendência de saída de atletas brasileiros para clubes da Europa. Os clubes ficavam cada vez mais enfraquecidos, além de terem perdido a autonomia e os direitos sobre o "passe" dos jogadores a partir da Lei Pelé. Ano após ano, aumentava em todas as regiões do mundo a quantidade de futebolistas brasileiros em atuação por outros países economicamente mais fortes. Em 2008, uma média de 800 jogadores saiam do Brasil para jogador profissionalmente em outras nações. No ano de 2007, 1085 jogadores foram envolvidos em transferências internacionais.
O ano 2000 começou com disputa do Campeonato Mundial de Clubes de 2000 no Rio e em São Paulo. Teve como vencedor o Corinthians, que derrotou o Vasco na final, no estádio do Maracanã.

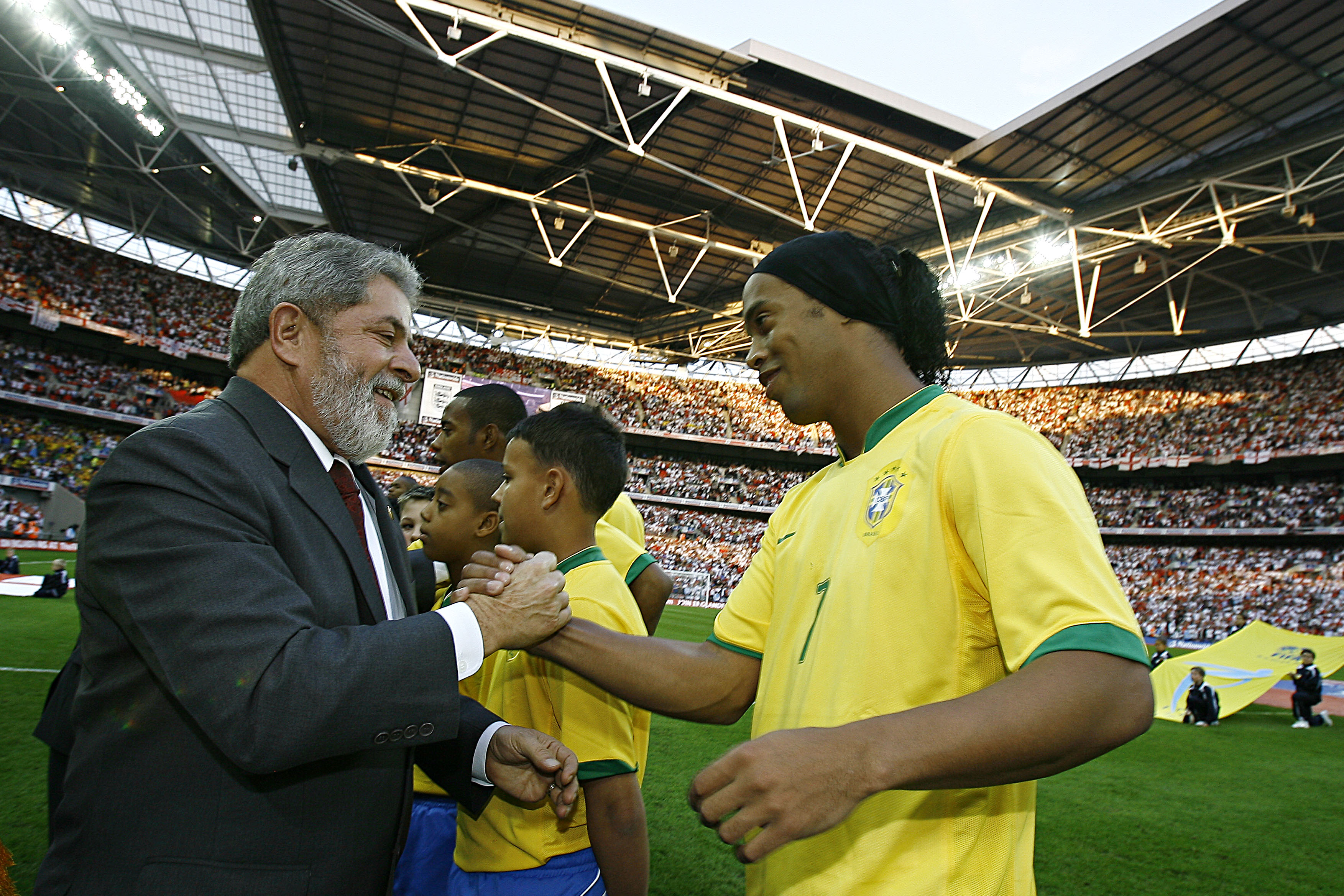
O ex-presidente Luiz Inácio Lula da Silva e Ronaldinho se cumprimentam antes de uma partida.

Em 2002, a Seleção Brasileira chegava desacreditada à Copa do Mundo devido a uma preparação conturbada. O presidente do Sport, Luciano Bivar, confessou ter dado dinheiro a um lobista para que o jogador Leomar Leiria fosse convocado para a Seleção. Porém, guiado por Ronaldo, Rivaldo e Ronaldinho Gaúcho, entre outros, o país conquistou o seu quinto título mundial.
Neste mesmo ano, a Copa Sul-Americana foi inaugurada em lugar da Mercosul, porém, a nova competição continental só teve adesão brasileira em 2003. Até hoje, somente os clubes Internacional e São Paulo venceram. Foi em 2008 e a vitória foi sobre o Estudiantes de La Plata.
Em 1999, o atacante Sandro Hiroshi do São Paulo teria atuado de forma irregular no brasileiro. Equipes como o Botafogo e o Internacional entraram na justiça e conseguiram os pontos do jogo contra o São Paulo. Por sua vez, o Gama, que não estaria entre os rebaixados, se os resultados conquistados pelo São Paulo dentro de campo fossem mantidos, não aceitou a situação e foi à Justiça Comum contra a CBF deixando a realização do campeonato de 2000 incerto. Um acordo com o Clube dos 13 foi a solução, e definiu que essa entidade organizaria um campeonato próprio, que mais tarde seria oficializado pela CBF. A Copa João Havelange foi disputada em 2000 reunindo 116 clubes de três divisões em um único torneio, dividido em quatro módulos na sua primeira fase
Em 2003, o Campeonato Brasileiro passou a ser disputado por pontos corridos, em dois turnos em que todos os times jogavam contra todos. Esta mudança afetou o calendário do esporte no país, extinguindo competições regionais e encurtando as estaduais. O São Paulo FC venceu o torneio em três oportunidades dentro do novo formato, fazendo da equipe a mais vitoriosa na "era dos pontos corridos" até o final da década.
O Campeonato Mundial de Clubes ganhou um novo formato em 2005, inspirado na edição de 2000 no Brasil, envolvendo equipes vencedoras de todas as competições continentais. Tendo as primeiras edições (de 2005 a 2008) disputadas no Japão, São Paulo e Internacional venceram nos dois primeiros anos, e o Corinthians foi vencedor do torneio no ano de 2012.
Em 2005, o escândalo da Máfia do Apito estourou. Um grupo de investidores havia "negociado" com o árbitro Edílson Pereira de Carvalho (integrante do quadro da FIFA), para garantir resultados em que havia apostado em sites. Descobriu-se a participação de um segundo árbitro no esquema, Paulo José Danelon. Onze jogos apitados por Edílson no Brasileirão acabaram anulados pelo presidente do Superior Tribunal de Justiça Desportiva, Luís Zveiter. O campeão daquele ano foi o  Corinthians, que terminou 3 pontos a frente do 2º colocado, o Internacional. Se os resultados originais dos jogos tivessem sido mantidos, o Internacional teria sido o campeão. Antes do Campeonato Brasileiro de 2005 começar, o Corinthians havia firmado uma parceria milionária com o fundo de investimento Media Sports Investment.
A Seleção Brasileira de Futebol foi eliminada duas vezes consecutivas nas quartas de final da Copa do Mundo FIFA em 2006 e 2010. O Brasil chegou como favorito em ambas edições, devido aos resultados no período entre copas, com conquistas da Copa América de 2004, Copa América de 2007 e Copa das Confederações FIFA de 2005 e Copa das Confederações FIFA de 2009.

## 2010-2020
Em 30 de outubro de 2007, a Federação Internacional de Futebol (FIFA) formalizou o Brasil como sede da Copa do Mundo FIFA de 2014. Embora os organizadores tenham originalmente estimado um custo de 1,1 bilhão de dólares, estima-se que 3,6 bilhões de dólares tenham sido gastos em obras de reforma e construção de estádios. Uma pesquisa de opinião do Datafolha dois meses antes do início do torneio, constatou que apenas 48% dos entrevistados no Brasil apoiavam o evento, uma queda do índice de aprovação, que era de 79% em 2008. Cerca de 55% dos entrevistados disseram que eles acreditavam que o evento traria mais mal do que bem para os brasileiros. Diversos Protestos no Brasil contra a Copa do Mundo FIFA de 2014 foram realizados.
A Seleção Brasileira de Futebol conquistou a Copa das Confederações FIFA de 2013 e chegou como uma das favoritas ao título em casa. Mas ficou na quarta posição. O Brasil perdeu a semifinal para a Alemanha por 7 a 1, na partida conhecida como Mineiraço. O resultado foi descrito como uma humilhação nacional para o Brasil e uma das maiores vergonhas do futebol brasileiro. Em 2018 a seleção seria eliminada nas quartas de final do mundial. A seleção conquistaria três medalhas olímpicas no período. Nos Jogos Olímpicos de 2012 foi prata e nos Jogos Olímpicos de 2016 venceria a medalha de ouro pela primeira vez em sua história. Repetindo o feito nos Jogos Olímpicos de 2020.
No futebol doméstico ocorreu um processo crescente de elitização dos estádios brasileiros em decorrência das mudanças ocorridas para a disputa da Copa de 2014. Prova disso é o aumento considerável e desproporcional do preço médio dos ingressos. Devido a essa e outras alterações sociais ocorreu uma mudança considerável no perfil dos torcedores que frequentam os estádios com assiduidade, acarretando em uma transformação radical e repentina em tradições culturais típicas do futebol brasileiro e sul-americano e que marcaram a vida de muitos brasileiros.
Uma das transformações culturais mais drásticas ocorridas foi a substituição em vários dos maiores e mais antigos estádios do Brasil, como o Maracanã e o Mineirão, da tradicional "Geral" por cadeiras comuns que antes existiam apenas nas cadeiras especiais dos estádios. Embora existissem uma série de problemas de segurança e bem-estar para o torcedor que frequentava esses setores, em sua maioria causados pela negligência estatal de não vistoriar e conservar instalações antigas, grande parte dos frequentadores encontrava satisfação e alegria em assistir de perto, mesmo que com uma visão pouco privilegiada, o seu time de coração, por preços populares compatíveis com a realidade financeira de grande parte dos brasileiros.
Em 2013 surgiu o movimento Bom Senso F.C. criado por jogadores de grandes clubes de futebol do Brasil, que cobrou melhores condições no futebol brasileiro. O movimento colheu mais de 300 assinaturas entre atletas dos principais clubes brasileiros, e determinou cinco pontos básicos a serem discutidos com a CBF: calendário do futebol nacional, férias dos atletas, período adequado de pré-temporada, fair-play financeiro e participação nos conselhos técnicos das entidades que regem o futebol. O movimento acabou em 2016.
Ainda em 2013, na última rodada do Campeonato Brasileiro daquele ano, em jogo contra o Grêmio, a Portuguesa mandou a campo no segundo tempo o meia Héverton, que havia sido suspenso pelo STJD dois dias antes. A escalação irregular resultou em perda de quatro pontos e no consequente rebaixamento do clube para a Série B em 2014 beneficiando o Fluminense. A suspeita, que não foi confirmada, era de que alguém da Portuguesa ou ligado ao time teria cometido o erro em troca de dinheiro para fazer com que o clube fosse rebaixado.  Diversas outras decisões sobre jogadores suspensos tiveram a pena alongada ou anulada, pelo Superior Tribunal de Justiça Desportiva, popularizando o termo "tapetão, criado por Washington Rodrigues. 
Ao longo da década, três presidentes da CBF em sequência foram denunciados, presos por corrupção e banidos do futebol pela Federação Internacional de Futebol. E um quarto afastado por assédio sexual. Ricardo Teixeira, que presidiu a entidade entre 1989 e 2012, renunciou ao comando da CBF e foi banido por corrupção pela Federação Internacional de Futebol após constatar que ele recebeu R$ 32,3 milhões em propinas pelos contratos da Libertadores, da Copa América e da Copa do Brasil. Seu sucessor, José Maria Marin, foi preso na Suíça, acompanhado de outros seis executivos da FIFA, em investigação liderada pelo FBI. Marin também foi banido de qualquer atividade relacionada ao futebol, pela Federação Internacional de Futebol (FIFA) e afastado do quadro diretivo da CBF. Em 2014, Marco Polo Del Nero assumiu a CBF. Del Nero foi banido das atividades relacionadas ao futebol pelo Comitê de Ética da FIFA em 2017 devido a corrupção. Eleito em 2018, Rogério Caboclo foi afastado do cargo, em 2021 (de forma definitiva, em 2022), após denúncias de assédio moral e assédio sexual.

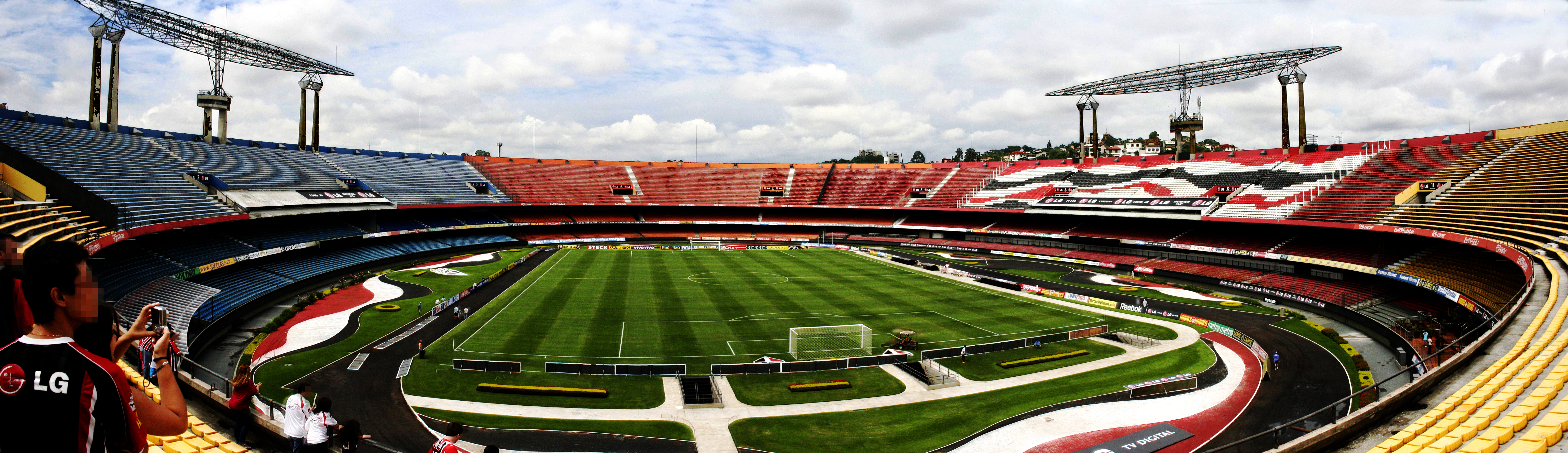
Panorama do interior do estádio do Morumbi, em São Paulo.

## 2020–presente: império perante a América do Sul
Em continuidade ao fenômeno iniciado desde a década de 2010, os clubes do Brasil passam por uma pujança de bons resultados nas competições internacionais, apresentando superioridade em relação ao adversários estrangeiros. Pela Copa Libertadores, de 2020 a 2024, os clubes brasileiros foram campeões nas cinco edições (quatro campeões diferentes), além de quatro vezes vice, havendo uma sequência de 3 finais seguidas entre compatriotas (2020 a 2022).

## Leitura complementar
- ASSAF, Roberto. Banho de Bola - Os Técnicos, as Táticas e as Estratégias que Fizeram História no Futebol. Relume-Dumará, 2002. ISBN 8573162740
- GIULIANOTTI, Richard. Sociologia do Futebol. Nova Alexandria, 2002 - ISBN 8574920533
- HAMILTON, Aidan. Jogo Inteiramente Diferente, Um. Gryphus, 2001. ISBN 8575100025.
- MARTINS, Clovis; ASSAF, Roberto. Campeonato Carioca: 96 Anos de História - 1902 a 1997. Irradiação Cultural, 1997.
- MATTOS, Cláudia. Cem anos de paixão: uma mitologia carioca no futebol. Rocco, 1997. ISBN 8532507298
- SILVA, Francisco Carlos Teixeira da; SILVA, Carlos Leonardo Bahiense da; AGOSTINO, Carlos Gilberto. Memória Social dos Esportes Volume 1. Mauad, 2003. ISBN 8574780901